# روزيندا مونتيروس
روزيندا مونتيروس (بالإسبانية: Rosenda Monteros)‏ هي ممثلة مكسيكية، ولدت في 31 أغسطس 1935 بمدينة فيراكروز في المكسيك.

## وصلات خارجية
- روزيندا مونتيروس على موقع IMDb (الإنجليزية)
- روزيندا مونتيروس على موقع روتن توميتوز (الإنجليزية)
- روزيندا مونتيروس على موقع قاعدة بيانات الأفلام السويدية (السويدية)
- روزيندا مونتيروس على موقع قاعدة بيانات الفيلم (الإنجليزية)